# بابی جارزومبک
بابی جارزومبک (انگلیسی: Bobby Jarzombek) طبل‌زن اهل ایالات متحده آمریکا است. وی از سال ۱۹۸۶ میلادی تاکنون مشغول فعالیت بوده است.